# Mariano Marcos Rubio
Mariano Marcos  Rubio (Batac, 21 de abril de  1897 - 8 de marzo de 1945) fue un abogado y un político filipino representante  de Ilocos del Norte en el Congreso (1925-1931), padre del que fuera presidente Ferdinand Marcos y abuelo de la senadora Imee Marcos del actual presidente Ferdinand Marcos y Romuáldez.
Existen versiones contradictorias sobre la naturaleza exacta de su muerte, con la versión dominante proveniente del líder de la unidad guerrillera estadounidense, el Mayor Robert Lapham, quien dice que fue arrastrado y descuartizado en Bacnotan, La Unión, por la unidad guerrillera de Lapham por ser un colaborador japonés. La unidad guerrillera estaba liderada por Kumander Tasyo (Anastacio Badua Buccat de Galongen, Bacnotan, La Unión). Esto fue corroborado por Luis Buccat Aquino, sobrino de Kumander Tasyo y miembro de la unidad guerrillera. La familia Marcos sostiene que fue ejecutado por los japoneses.

## Biografía
Abogado, educador y legislador, Mariano Marcos nació en Batac, provincia de Ilocos  del Norte hijo del matrimonio formado por Fabián Marcos y Cresencia Rubio. Agricultor, Gobernadorcillo y juez de paz de Batac después de la revolución filipina, defensor del idioma Ilocano, pero al mismo tiempo  becario en el idioma español. Cómo seguidor de Gregorio Aglipay y miembro de la Iglesia filipina independiente, fue bautizado y criado en la fe aglipayana. Mariano Marcos realizó sus estudios primarios y secundarios en su ciudad natal. Luego se trasladó a Manila para estudiar en la Escuela Normal Filipina (hoy Universidad Normal Filipina), donde se graduó en 1916.

### Educación
Inmediatamente después de recibir su diploma, la Oficina de Educación lo nombró maestro insular en Laoag, cargo que ocupó hasta 1917, cuando fue ascendido a maestro principal. Un año después, se alistó en la Guardia Nacional y se le concedió el grado de teniente. El 16 de septiembre de 1919, tras aprobar un riguroso examen, fue nombrado maestro supervisor, cargo que le exigía viajar y hacer rondas por las escuelas públicas de toda la provincia. Desempeñó este puesto hasta el 4 de enero de 1921, cuando dimitió para aceptar el puesto de profesor de bachillerato en la Universidad Nacional. No hay registro alguno de que Mariano Marcos se graduara alguna vez con un título en derecho de la Universidad de Filipinas. Tampoco podría haber sido el mejor alumno de la clase en la Facultad de Derecho de la Universidad de Filipinas, ya que el mejor alumno de la clase fue Rafael Dinglasan. Él y su hermano abogado Pio abrieron un bufete de abogados en Batac, con una filial en Manila.

### Asesinato de Julio Nalundasan y absolución
En 1935, Marcos volvió a postularse a la legislatura, esta vez para un escaño en la Asamblea Nacional de Filipinas bajo el gobierno de la Mancomunidad, pero perdió ante Julio Nalundasan. Dos días después de las elecciones, Julio Nalundasan recibió un disparo de fusil en la cabeza mientras estaba dentro de su casa y murió instantáneamente. Mariano Marcos, su hijo Ferdinand, su hermano Pio y su cuñado Quirino Lizardo fueron acusados del crimen y finalmente arrestados y juzgados por el crimen en 1938. Él y su hermano fueron finalmente absueltos, pero su hijo y su cuñado fueron condenados. Una decisión de la Corte Suprema escrita por el juez asociado José P. Laurel revocaría la condena en 1940. Se cree que el padrino del joven Marcos, Ferdinand Chua, que también era juez del tribunal municipal de Batac, intercedió por él. Marcos también presentó una nueva candidatura en las elecciones especiales de 1936, pero perdió ante Ulpiano Arzadon por un amplio margen.

## Controversia sobre su muerte
Al igual que con muchas historias sobre los miembros de la familia Marcos, existe cierta controversia acerca de  su muerte, unos sostienen que fue ejecutado por los japoneses en Bacnotan, mientras que otros dicen que fue ajusticiado por la resistencia filipina al considerarlo colaboracionista.
Los documentos de la Colección de Archivos Filipinos en los Archivos Nacionales de Estados Unidos en Washington D. C. indican que Marcos fue juzgado y ejecutado por las Fuerzas Armadas Guerrilleras de Luzón (LGAF), una fuerza guerrillera que luchaba contra los japoneses bajo el mando del mayor estadounidense Robert Lapham.
En el relato de Lapham, Mariano Marcos fue juzgado y, tras haber "confesado fácilmente", fue ejecutado el 8 de marzo de 1945 por ser colaborador japonés por las Fuerzas Armadas Guerrilleras de Luzón. Mariano Marcos fue arrastrado y descuartizado: sus manos fueron atadas a dos carabaos, que luego fueron azotados para que corrieran en direcciones opuestas. Luego, partes de su cuerpo fueron colgadas con cuerdas en las ramas de un gran árbol en lo que ahora es el campus de Bacnotan de la Universidad Estatal Don Mariano Marcos Memorial, como una demostración de lo que les sucedería a quienes colaboraban con los japoneses.
En un libro posteriormente escrito por Lapham, agrega que algunos de los guerrilleros a los que se les permitió participar en la ejecución estaban relacionados con Julio Nalundasan.
Los miembros de la familia Marcos cuestionan estos relatos, diciendo que Mariano Marcos fue ejecutado por los japoneses. Sin embargo, se sabe que Marcos también dio discursos de propaganda en nombre del KAMISHIBAI o escuadrón de tratamiento médico de los japoneses. Además, el pariente sobreviviente de Lapham que actuó como guardia en la unidad de Lapham reiteró la misma historia años después, que Marcos fue arrastrado y descuartizado en Sapilang, Bacnotan, La Unión.